# Мамедов, Зиябиль Зияд оглы
Зиябиль Зияд оглы Мамедов (азерб. Məmmədov Ziyabil Ziyad oğlu; 19 декабря 1991, Гёйгёль, Азербайджан) — азербайджанский футболист. Выступал на позиции нападающего.

## Биография
Зиябиль пришёл в футбол в возрасте 11 лет. Начал учиться азам этой игры в гянджинской команде «Спартак», под руководством тренера Аваза Маммадова. В 16 лет наставником футболиста становится Ровшан Ахмедов. В дальнейшем начинает выступать в любительской лиге, в составе команды «Тим Гянджа» (англ. «Team Gandja»), под руководством Арзу Мирзоева.

## Клубная карьера

### Чемпионат
Карьеру футболиста начал в 2009 году с выступления в составе дублеров бакинского ЦСКА. Затем, в связи со службой в армии, в карьере футболиста наступает небольшой перерыв. В 2011 году дебютирует в клубе Первого дивизиона чемпионата Азербайджана — ФК «Шамкир». По окончании сезона летом 2012 года переходит в клуб Премьер-лиги — ФК «Кяпаз». Проведя пол сезона в составе гянджинцев, в январе 2013 года подписывает контракт с бакинским клубом «Тарагги», выступающем в первой лиге. Во время летнего трансферного окна того же года переходит в состав дублеров закатальского «Симурга», где также проводит полсезона.
В январе 2014 года вновь возвращается в состав ФК «Кяпаз». К тому времени команда выступает уже в Первом дивизионе, но по итогам чемпионата вновь получает право выступления в Премьер-лиге. Во время селекционных сборов в июне 2015 года, прошедших в Гяндже, вместе с Магеррамом Гусейновым и Туралом Рзаевым попадает в число 3 футболистов, привлеченных в основной состав команды. Но в отличие от двух других футболистов, с которыми были подписаны новые контракты, контракт Мамедова был продлен. В составе «Кяпаза» играет под номером 77.

### Кубок
Будучи игроком ФК «Кяпаз» Гянджа, провел в Кубке Азербайджана следующие игры:
| № | Дата            | Раунд                      | Клуб   | Соперник | Лига            | Итог  |
| - | --------------- | -------------------------- | ------ | -------- | --------------- | ----- |
| 1 | 22 октября 2012 | Первый раунд — 1/16 финала | «Гала» | «Кяпаз»  | Первый Дивизион | 2 : 4 |